# آنا، عشق من
آنا، عشق من (انگلیسی: Ana, mon amour) یک فیلم درام رومانیایی به کارگردانی کالین پتر نتسر است که در سال ۲۰۱۷ منتشر شد. از بازیگران آن می‌توان به ولاد ایوانف اشاره کرد.
این فیلم برای رقابت بای بخش اصلی (خرس طلایی) شصت و هفتمین جشنواره بین‌المللی فیلم برلین برگزیده شد و دانا بونسکو برای مشارکت برجستهٔ هنری برنده جایزهٔ «خرس نقره‌ای» جشنواره بین‌المللی فیلم برلین شد.